# Distrito electoral federal 8 de Tamaulipas
El VIII Distrito Electoral Federal de Tamaulipas es uno de los 300 Distritos Electorales en los que se encuentra dividido el territorio de México y uno de los 9 en los que se divide el estado de Tamaulipas. Su cabecera es Tampico.
Fue creador en 1979 como parte de la Reforma política de 1977.

## Distritaciones anteriores

### Distritación 1979 - 1996
Antes de 1996 su cabecera se encontraba en San Fernando y Tampico pertenecía al V Distrito.

### Distritación 1996 - 2005
Desde 1996, la cabecera del distrito se ubica en Tampico, Tamaulipas.

## Diputados por el distrito
| Diputado                            | Grupo parlamentario | Legislatura | Periodo       |
| ----------------------------------- | ------------------- | ----------- | ------------- |
| Pedro Reyes Martínez                |                     | LI          | 1979 - 1982   |
| Manuel Cavazos Lerma                |                     | LII         | 1982 - 1985   |
| Gerardo Tomás Gómez Castillo        |                     | LIII        | 1985 - 1988   |
| Manuel Cavazos Lerma                |                     | LIV         | 1988 - 1991   |
| Hugo Andrés Araujo de la Torre      |                     | LV          | 1991 - 1994   |
| Guadalupe Flores Valdez             |                     | LVI         | 1994 - 1997   |
| Blanca Rosa García Galván           |                     | LVII        | 1997 - 2000   |
| Diego Alonso Hinojosa Aguerrevere   |                     | LVIII       | 2000 - 2003   |
| Jesús Nader Nasrallah               |                     | LIX         | 2003 - 2006   |
| Luis Alonso Mejía García            |                     | LX          | 2006 - 2009   |
| José Francisco Rábago Castillo      |                     | LXI         | 2009 - 2012   |
| Germán Pacheco Díaz                 |                     | LXII        | 2012 - 2015   |
| Mercedes del Carmen Guillén Vicente |                     | LXIII       | 2015 - 2018   |
| Olga Patricia Sosa Ruiz             |                     | LXIV        | 2018 - 2021   |
| Rosa María González Azcárraga       |                     | LXV         | 2021 - 2024   |
| Jesús Antonio Nader Nasrallah       |                     | LXVI        | 2024-presente |

## Resultados electorales

### Elecciones de 2015
|  | 29.09 % |

|  | 35.33 % |

|  | 4.80 % |

|  | 6.12 % |

|  | 1.23 % |

|  | 5.39 % |

|  | 3.30 % |

|  | 5.86 % |

|  | 1.37 % |

|  | 3.08 % |

|  | 95.57 % |

|  | 4.38 % |

|  | 100 % |